# Yaruba-Dynastie
Die Yaruba-Dynastie (arabisch اليعاربة, DMG al-Yaʿāruba) war eine Dynastie der Imame von Oman (1624–1743).

## Herrscher

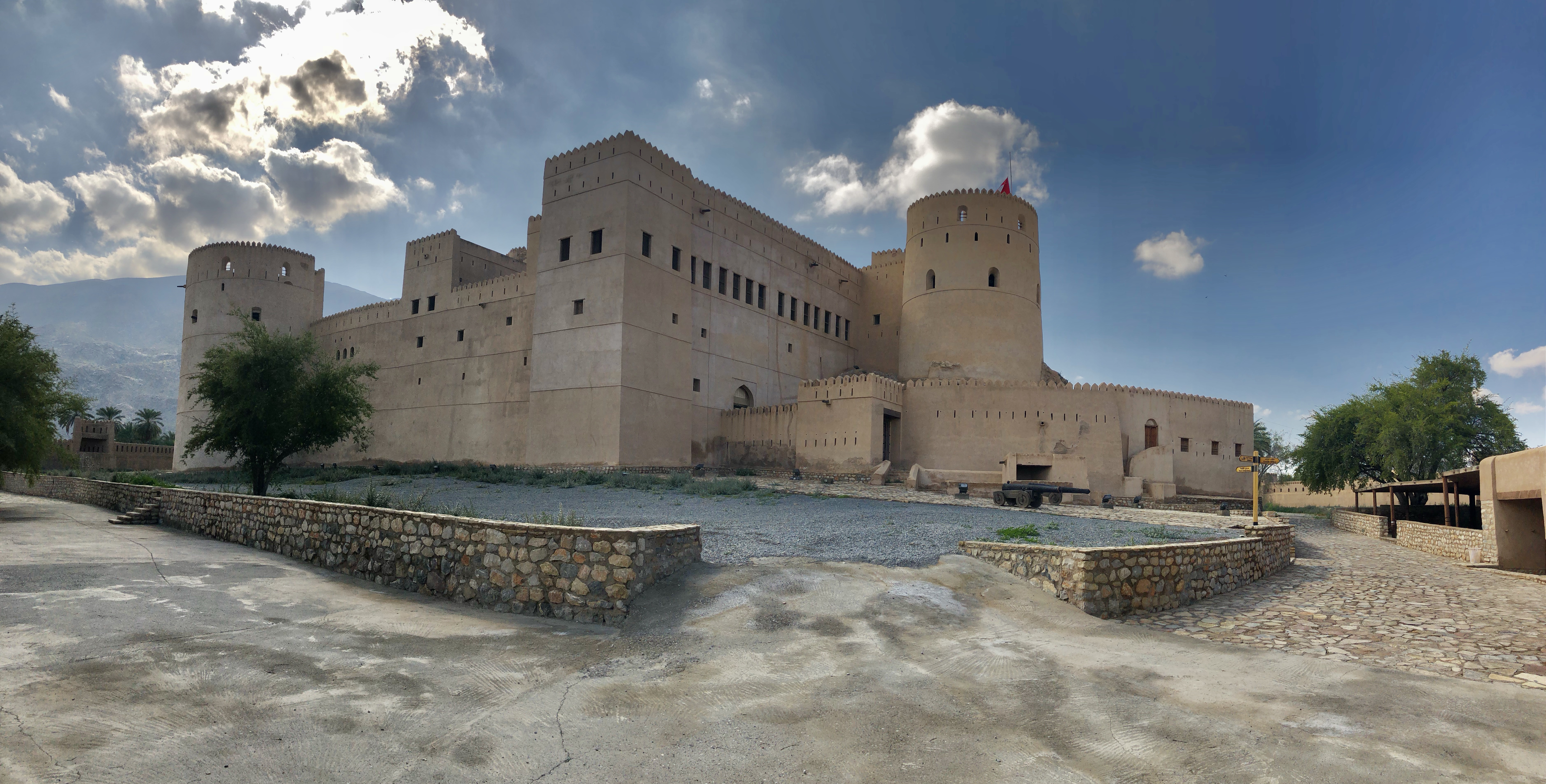
Al Rustaq Fort – Lange Zeit Herrschaftssitz der Yaruba-Dynastie

- Nasir ibn Murschid (1624–1649, Regierungssitz: Rustaq)
- Sultan ibn Saif I. (1649–1668/1679/1680[1], Regierungssitz: Rustaq)
- Bilʿarab ibn Sultan (1668/1679/1680–1692, Regierungssitz: Jabrin)
- Saif ibn Sultan I. (1692–1711, Regierungssitz: Rustaq)
- Sultan ibn Saif II. (1711–1718, Regierungssitz: Al Hazm)
- Saif ibn Sultan II. (1718–1743, Regierungssitz: Al Hazm / Rustaq)
- Sultan ibn Murschid (1742–1743; Co-Regent)
- Bilʿarab ibn Himyar (1743–1749)

## Geschichte
Nachdem die Portugiesen 1507 Maskat und später auch Suhar und Sur erobert hatten, kontrollierten sie den omanischen Überseehandel. Im Kampf gegen die portugiesische Herrschaft vereinigte Nasir ibn Murschid die Stämme und ließ sich zum Imam (siehe: Ibaditen) wählen. Durch das hohe Prestige von Nasir ibn Murschid wurde in der Folgezeit das Amt des Imams, erstmals in der omanischen Geschichte, innerhalb einer Familie „erblich“. Nur noch Mitglieder des Yaruba-Clans wurden zu Imamen gewählt.
Unter Sultan ibn Saif I. wurde die Handels- und Kriegsflotte ausgebaut und der Kampf gegen die Portugiesen fortgesetzt, bis diese 1650 endgültig aus dem Land abzogen. Portugal wurde auch nach dem Rückzug aus Oman bekämpft, seit 1698 auch in Afrika. Bis 1743 hatte Oman die Portugiesen aus ihren ostafrikanischen Besitzungen nördlich des Kap Delgado vertrieben.
Durch die Kontrolle des Zwischenhandels zwischen Indien und Südostasien sowie Arabien erlebte  Oman eine wirtschaftliche Blütezeit. Auch der Handel mit Sklaven aus Ostafrika gewann stark an Bedeutung. Daneben wurde die Landwirtschaft durch den Ausbau von Bewässerungskanälen (siehe: Afladsch) gefördert. Der wirtschaftliche Wohlstand ermöglichte auch eine umfangreiche Bautätigkeit. Vor allem wurden im Hinterland von Oman mehrere prachtvolle Residenzen errichtet (z. B. Nizwa, Rustaq und Jabrin).
Mit Saif ibn Sultan II. begann der Niedergang der Dynastie, da er wegen Minderjährigkeit von mehreren Gegenimamen bedrängt und zeitweise abgesetzt wurde. Der über viele Jahre andauernde Bürgerkrieg führte zu einer starken Polarisierung der Gesellschaft. Saif ibn Sultan II. holte 1736 und 1741 persische Truppen in das Land, um sich als Imam durchsetzen zu können. Gegen die persische Eroberung des Landes (1741–1743) vereinigte Ahmad ibn Said die Stämme und vertrieb die Perser. Nach dem Ende der Yaruba-Dynastie begründete er 1746 die seitdem in Oman regierende Said-Dynastie.